# Sinagoga de Hobart
La Sinagoga de Hobart es una sinagoga catalogada como patrimonio histórico, situada en el número 59 de Argyle Street, Hobart, Tasmania, Australia. La sinagoga es el edificio más antiguo de Australia y es un raro ejemplo del estilo de arquitectura de sinagoga del renacimiento egipcio. El edificio de estilo egipcio se construyó en 1845. La forma trapezoidal de las ventanas y las columnas con capiteles de loto son características del estilo Renacimiento Egipcio. En la actualidad, la sinagoga de Hobart celebra servicios regulares de grupos ortodoxos y progresistas.
El terreno en el que se encuentra la sinagoga formaba parte originalmente del jardín del antiguo convicto Judah Solomon. Tiene capacidad para 150 personas y cuenta con bancos duros en la parte trasera del edificio para los convictos judíos que en los primeros tiempos entraban bajo guardia armada. La sinagoga está inscrita en el Registro del Patrimonio de Tasmania.

## Historia

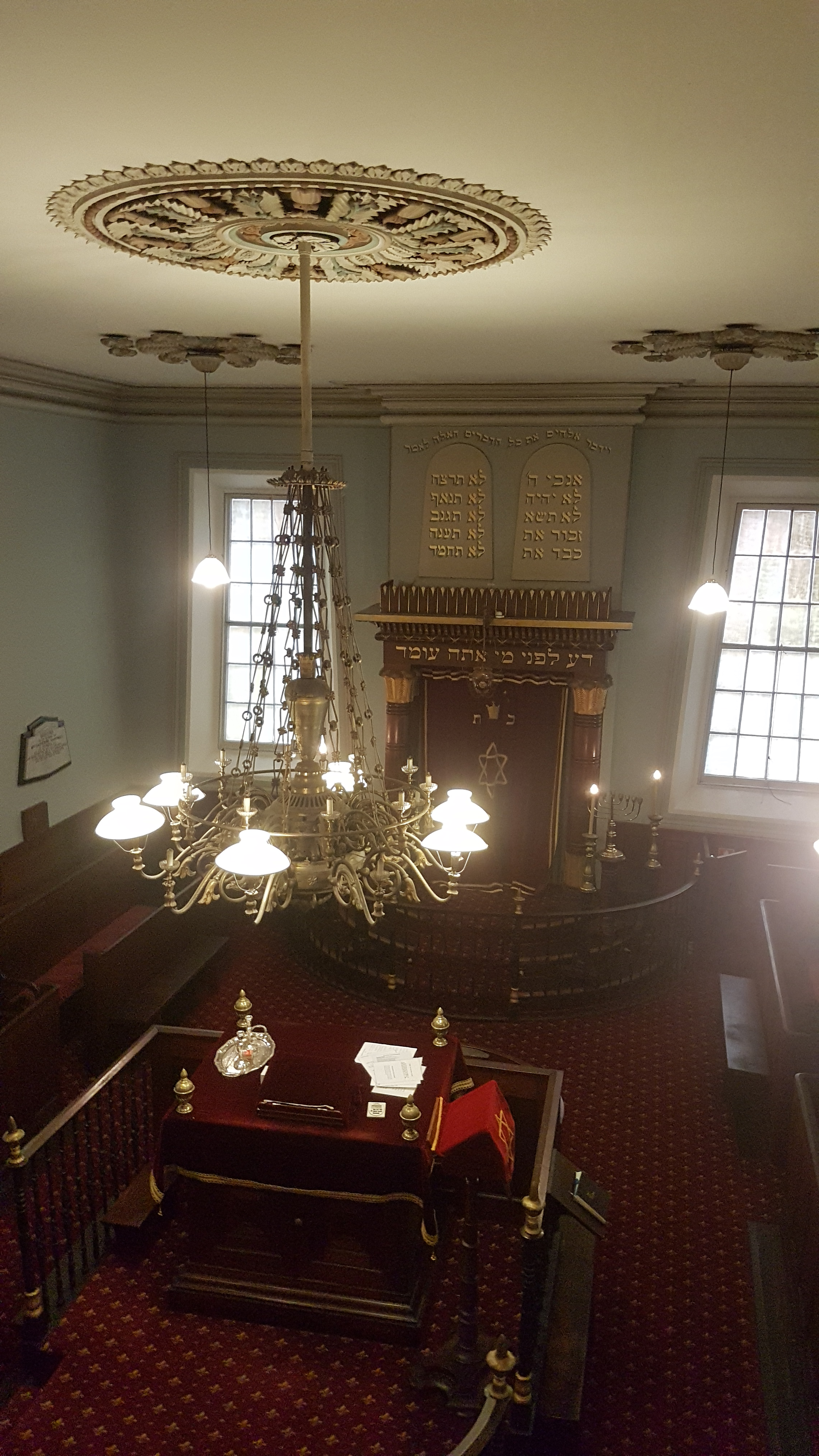
El interior de la sinagoga desde la galería de las mujeres

La construcción de una sinagoga se planteó cuando la comunidad judía de Hobart empezó a surgir en la década de 1830. La Sinagoga de la Congregación Hebrea de Hobart se consagró el 4 de julio de 1845. El edificio fue diseñado por el arquitecto de Hobart Town James Thomson, que era un convicto escocés que fue indultado en 1829.
En la década de 1840, el número de personas era suficiente y prosperaba lo suficiente como para permitir la construcción de sinagogas en Hobart Town (1845) y Launceston (1846). En 1846 se nombró al primer ministro judío y se establecieron las prácticas religiosas. El censo de 1848 registró 435 judíos en Tasmania, el mayor número de judíos registrado en Tasmania. El número disminuyó cuando algunos colonos regresaron a Inglaterra y otros se fueron a las colonias del continente y a Nueva Zelanda. La sinagoga de Launceston cerró en 1871. La Congregación Hebrea de Hobart continuó su vida comunitaria. Aunque no hubo ministro en los periodos 1873-1911 y 1922-1942, los servicios sabáticos fueron dirigidos por los miembros. Los refugiados europeos que llegaron a partir de 1938 rejuvenecieron la comunidad judía de Tasmania. A partir de 1943 se nombraron ministros, pero a partir de 1956 los miembros tuvieron que volver a dirigir los servicios.
Aunque a principios del siglo XIX se construyeron varias sinagogas e iglesias con el estilo del renacimiento egipcio, sólo se conocen unas pocas que hayan sobrevivido, entre ellas la Iglesia Presbiteriana de Downtown de Nashville, la Primera Iglesia Presbiteriana de Nueva York, la Antigua Sinagoga de Canterbury (Inglaterra) y la Sinagoga de Launceston.

## Uso actual
La sinagoga es el punto central de la cultura judía en Hobart, y es la única estructura propiedad de la comunidad.
La comunidad acoge a todos los judíos, y en la actualidad celebra servicios ortodoxos y progresistas.
La comunidad de Tasmania alcanzó su punto más bajo a principios de la década de 1970, cuando el censo registró menos de 100 judíos en Hobart, pero desde entonces ha repuntado hasta ser 180 en 2001. El censo de 2016 registró 248 judíos en Tasmania.